# メイヘム (アルバム)
『メイヘム』（英語: MAYHEM）は、アメリカ合衆国のミュージシャン、レディー・ガガの8枚目のスタジオ・アルバム。2025年3月7日にインタースコープ・レコードから発売された。

## 背景

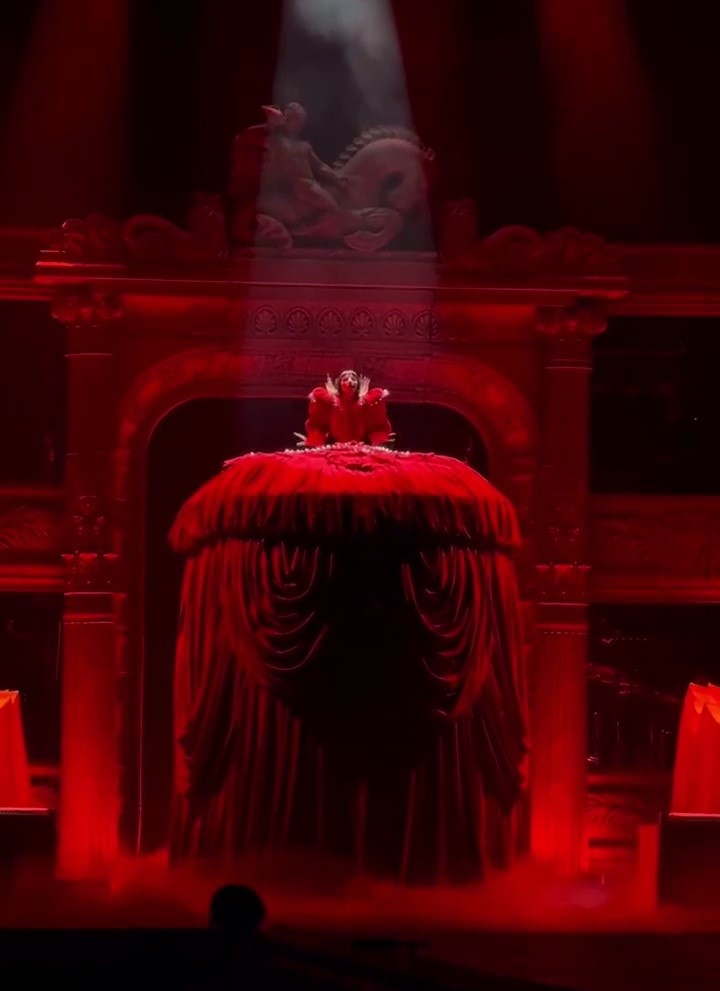
2025年、「Mayhem promotional concerts」でのガガ。

2022年、レディー・ガガは「Chromatica Ball」の一環として複数の国をツアーし、新しい楽曲の制作を開始した。アルバムの発表前の数か月間、ガガは録音スタジオでの自身の写真をSNSに投稿していた。
2024年3月、ガガはこのプロジェクトについて初めて公に言及し、インタビューの中で「これまでで最も素晴らしい曲を書いていると感じる」と語った。
同年5月には、コンサート映画『Gaga Chromatica Ball』をリリースし、そのエンディングには新曲の一部が含まれていた。ガガは、次のポップ・アルバムが「幸福な気持ちから生まれた」と述べており、婚約者のマイケル・ポランスキーから「ポップ・アルバムを作り、その喜びに浸るべきだ」と勧められたことを明かしている。 
2024年半ばには、新プロジェクトに関するさらなるティーザーを提供し始めた。そして7月、2024年夏季オリンピックの開会式でのパフォーマンス後に、未発表曲2曲の一部をサプライズで披露し、ファンを驚かせた。 
同年12月の『ロサンゼルス・タイムズ』のインタビューでは、ブルーノ・マーズとのデュエット曲「ダイ・ウィズ・ア・スマイル」がアルバムに収録されることを発表した。

## 作曲と録音
フランスのDJ兼音楽プロデューサーであるジェサフェルスタインは、本アルバムのプロダクションに携わった。彼に加え、ガガ、アンドリュー・ワット、そしてサーカットが、アルバム『メイヘム』のエグゼクティブ・プロデューサーとしてクレジットされている。アルバムは、カリフォルニア州マリブにあるリック・ルービンのスタジオ「シャングリラ」で録音された。このスタジオは、ガガが『ジョアン』（2016年）や映画『アリー/ スター誕生』（2018年）のサウンドトラックを制作した場所でもある。
2024年5月、特別番組『Gaga Chromatica Ball』の初公開後に行われたQ&Aセッションにおいて、ガガは本アルバムの作曲と録音に深く没頭していたことを明かした。彼女は本作について「これまでに作ったどの作品ともまったく異なる」と表現し、ジャンルの枠を超えた挑戦や、新たなクリエイティブな影響の取り入れを強調した。各楽曲は彼女自身の内なるカオスを反映しつつも、祝祭的なトーンで表現されており、クラブのパーティーから自宅での親密な時間まで、さまざまなシチュエーションでリスナーとつながることを意識して制作されたという。また、ガガは『メイヘム』を「音楽への愛へのオマージュ」であり、「多様なジャンルやスタイル、そして異なる夢を融合させた作品」だと語った。
2024年9月、雑誌『ヴォーグ』のインタビューにおいて、ガガはパートナーであるマイケル・ポランスキーが自身をポップ・ミュージックへと引き戻す重要な存在だったことを明かした。「マイケルは私に『愛してるよ。でも君はポップ・ミュージックを作らなくちゃ』と言ったの。それが創作の転機になったの」と彼女は振り返る。『クロマティカ』（2020年）が暗闇から生まれた作品であったのに対し、『メイヘム』は「新たな幸福感を象徴する作品」だと述べている。
プロデューサーのサーカットは『ビルボード』誌のインタビューで、楽曲「ディジーズ」の狙いについて「ガガの揺るぎない本質を捉えつつ、現代的なサウンドを作ることだった」と語った。彼はこの曲を「大胆で攻撃的」と表現し、親しみやすさと革新性のバランスを取ることが課題だったと明かした。また、アンドリュー・ワットとともにドラマティックでシアトリカルな要素を取り入れ、インパクトのあるサウンドを目指したという。サーカットは「この曲は聴く者を一瞬で引き込む」とコメントしている。一方、ワットは録音過程を「とても自然発生的なものだった」と振り返り、「ガガは音を聴くとすぐにマイクを握り、そのまま流れるように歌う」と語った。特に「アブラカダブラ」は、ガガが直感的にメロディを作り上げ、ピアノを弾きながら構成を固めていった楽曲だという。
ブルーノ・マーズとのコラボレーションについて、ガガはアルバム制作中のある夜、マーズから突然の電話を受け、近くのスタジオで会うことになったと語った。その夜のうちに「ダイ・ウィズ・ア・スマイル」を完成させ、70年代のハーモニーやキャロル・キングとジェームス・テイラーのようなコラボレーションにインスピレーションを受けたという。ワットは、このセッションが完全にライブ形式で行われ、ガガがコード進行やベースラインをメモしながら、マーズがギターを弾いていたと詳細を明かした。このコラボレーションはアルバム制作の過程で生まれたもので、当初は収録予定ではなかったが、最終的にガガはこの楽曲が『メイヘム』のテーマである「愛、混沌、そして和解」をつなぐ「欠けていたピース」だと感じたという。ワットも「この曲は最初からアルバムに入れるべき楽曲だった」と確信していたと述べている。

## 収録曲
| #         | タイトル                                                           | 作詞・作曲 | プロデューサー                                               | 時間  |
| --------- | ------------------------------------------------------------------ | --- | ------------------------------------------------------------ | ----- |
| 1.        | 「ディジーズ」(Disease)                                            | レディー・ガガ、アンドリュー・ワット、ヘンリー・ウォルター、マイケル・ポランスキー                                           | レディー・ガガ、アンドリュー・ワット、サーカット             | 3:49  |
| 2.        | 「アブラカダブラ」(Abracadabra)                                    | ガガ、ワット、サーカット、ジョン・マクギオック、ピーター・エドワード・クラーク、スティーヴン・セヴェリン、スーザン・バリオン | ガガ、アンドリュー・ワット、サーカット                       | 3:43  |
| 3.        | 「ガーデン・オブ・エデン」(Garden of Eden)                         | ガガ、ワット、ジェサフェルスタイン、サーカット                                                                               | ガガ、ゲサフェルシュタイン、アンドリュー・ワット、サーカット | 3:59  |
| 4.        | 「パーフェクト・セレブリティ」(Perfect Celebrity)                  | ガガ、ゲサフェルシュタイン、アンドリュー・ワット、サーカット                                                                 | ガガ、アンドリュー・ワット、サーカット                       | 3:49  |
| 5.        | 「ヴァニッシュ・イントゥ・ユー」(Vanish into You)                  | ガガ、ワット、サーカット、ポランスキー                                                                                       | ガガ、アンドリュー・ワット、サーカット                       | 4:04  |
| 6.        | 「キラー」(Killah)                                                 | ガガ、ゲサフェルシュタイン、アンドリュー・ワット、サーカット                                                                 | ガガ、ゲサフェルシュタイン、アンドリュー・ワット、サーカット | 3:30  |
| 7.        | 「ゾンビボーイ」(Zombieboy)                                        | ガガ、ワット、サーカット、ジェームス・ファントロイ                                                                           | ガガ、アンドリュー・ワット、サーカット                       | 3:33  |
| 8.        | 「ラヴドラッグ」(LoveDrug)                                         | ガガ、ワット、サーカット、ポランスキー                                                                                       | ガガ、アンドリュー・ワット、サーカット                       | 3:13  |
| 9.        | 「ハウ・バッド・ドゥ・ユー・ウォント・ミー」(How Bad Do U Want Me) | ガガ、ワット、サーカット、ポランスキー                                                                                       | ガガ、アンドリュー・ワット、サーカット                       | 3:58  |
| 10.       | 「ドント・コール・トゥナイト」(Don't Call Tonight)                 | ガガ、ワット、サーカット、ポランスキー                                                                                       | ガガ、アンドリュー・ワット、サーカット                       | 3:45  |
| 11.       | 「シャドウ・オブ・ア・マン」(Shadow of a Man)                      | ガガ、ワット、サーカット | ガガ、アンドリュー・ワット、サーカット                       | 3:19  |
| 12.       | 「ザ・ビースト」(The Beast)                                        | ガガ、ワット、サーカット、ポランスキー                                                                                       | ガガ、アンドリュー・ワット、サーカット                       | 3:54  |
| 13.       | 「ブレイド・オブ・グラス」(Blade of Grass)                         | ガガ、ワット、ゲサフェルシュタイン、ポランスキー                                                                             | ガガ、アンドリュー・ワット、ゲサフェルシュタイン             | 4:17  |
| 14.       | 「ダイ・ウィズ・ア・スマイル」(Die with a Smile)                   | ブルーノ・マーズ、ガガ、ダーンスト・エミール II、ファントロイ、ワット                                                        | マーズ、D'マイル、ガガ、ワット                               | 4:11  |
| 合計時間: | 合計時間:                                                          | 合計時間: | 合計時間:                                                    | 53:04 |

| #         | タイトル                                              | 作詞・作曲               | プロデューサー           | 時間  |
| --------- | ----------------------------------------------------- | ------------------------ | ------------------------ | ----- |
| 5.        | 「キャント・ストップ・ザ・ハイ」(Can't Stop the High) | ガガ、ワット、サーカット | ガガ、ワット、サーカット | 3:31  |
| 合計時間: | 合計時間:                                             | 合計時間:                | 合計時間:                | 56:35 |

| #         | タイトル                              | 作詞・作曲               | プロデューサー           | 時間  |
| --------- | ------------------------------------- | ------------------------ | ------------------------ | ----- |
| 11.       | 「キル・フォー・ラブ」(Kill for Love) | ガガ、ワット、サーカット | ガガ、ワット、サーカット | 4:09  |
| 合計時間: | 合計時間:                             | 合計時間:                | 合計時間:                | 57:13 |

## アルバム・クレジット

### 参加ミュージシャン
- レディー・ガガ – リード・ボーカル（全曲）、シンセ・パッド（1曲目）、キーボード（2–12曲目）、ピアノ（5, 13, 14曲目）、ローズ・ピアノ（7曲目）、シンセサイザー（11曲目）
- アンドリュー・ワット – エレクトリック・ギター（全曲）、ドラム（1–5, 7–13曲目）、ベース（1, 2, 4, 5, 7, 10, 11曲目）、パーカッション（1, 4, 5, 7, 8, 10, 11, 13曲目）；シンセサイザー、ベース・プログラミング（1曲目）；キーボード（2–13曲目）、ドラム・プログラミング（2曲目）、アコースティック・ギター（4, 8, 13曲目）、ドラムマシン（12曲目）
- サーカット – キーボード、シンセサイザー（1–13曲目）；ドラム、プログラミング（1曲目）；ドラム・プログラミング（3–13曲目）、ベース・プログラミング（3, 5–12曲目）
- ジェサフェルスタイン – ドラム・プログラミング、キーボード、シンセサイザー（6, 7曲目）
- チャド・スミス – ドラム（6曲目）
- ブルーノ・マーズ – リード・ボーカル、エレクトリック・ギター（14曲目）
- D’マイル – ベース、ドラム（14曲目）

### テクニカル
- ランディ・メリル – マスタリング
- サーバン・ゲネア – オーディオ・ミキシング
- ポール・ラマルファ – エンジニアリング
- チャールズ・モニーズ – エンジニアリング（14曲目）
- ブライス・ボルドーネ – 追加ミキシング
- マルコ・ソンツィーニ – 追加エンジニアリング
- タイラー・ハリス – 追加エンジニアリング
- トミー・ターナー – 追加エンジニアリング（1, 9, 10曲目）
- ニック・ホッジズ – 追加エンジニアリング（5曲目）
- アレックス・レソアリ – 追加エンジニアリング（14曲目）

## チャート
| チャート (2025年)                            | 最高 順位 |
| -------------------------------------------- | --------- |
| オーストラリア (ARIA)                        | 1         |
| オーストリア (Ö3 Austria)                    | 1         |
| ベルギー (Ultratop Flanders)                 | 1         |
| ベルギー (Ultratop Wallonia)                 | 1         |
| カナダ (Billboard)                           | 1         |
| チェコ (ČNS IFPI)                            | 1         |
| デンマーク (Hitlisten)                       | 3         |
| オランダ (MegaCharts)                        | 2         |
| フィンランド (Suomen virallinen lista)       | 1         |
| フランス (SNEP)                              | 2         |
| ドイツ (Offizielle Top 100)                  | 1         |
| ギリシャ (IFPI)                              | 13        |
| ハンガリー (MAHASZ)                          | 1         |
| アイスランド (Tónlistinn)                    | 6         |
| アイルランド (IRMA)                          | 1         |
| イタリア (FIMI)                              | 1         |
| 日本 (オリコン)                              | 14        |
| オリコン合算アルバムランキング (Oricon)      | 17        |
| ジャパン・ホット・アルバム (Billboard Japan) | 81        |
| リトアニア (AGATA)                           | 3         |
| ニュージーランド (RMNZ)                      | 1         |
| ノルウェー (VG-lista)                        | 1         |
| ポーランド (ZPAV)                            | 1         |
| ポルトガル (AFP)                             | 1         |
| スコットランド (OCC)                         | 1         |
| スロバキア (ČNS IFPI)                        | 1         |
| スペイン (PROMUSICAE)                        | 1         |
| スウェーデン (Sverigetopplistan)             | 2         |
| スイス (Schweizer Hitparade)                 | 1         |
| UK アルバムズ (OCC)                          | 1         |
| US Billboard 200                             | 1         |
| US Top Dance/Electronic Albums (Billboard)   | 1         |

### ゴールド等認定
| 国/地域                          | 認定     | 認定/売上数 |
| -------------------------------- | -------- | ----------- |
| ベルギー (BEA)                   | Gold     | 10,000      |
| ブラジル (ABPD)                  | Platinum | 40,000      |
| カナダ (Music Canada)            | Gold     | 40,000      |
| フランス (SNEP)                  | Gold     | 50,000      |
| イタリア (FIMI)                  | Gold     | 25,000      |
| ニュージーランド (RMNZ)          | Gold     | 7,500       |
| ポーランド (ZPAV)                | Platinum | 20,000      |
| イギリス (BPI)                   | Gold     | 100,000     |
| アメリカ合衆国 (RIAA)            | Platinum | 1,000,000   |
| 認定のみに基づく売上数と再生回数 |          |             |

## 発売史
| 地域 | 日付         | フォーマット                                                 | レーベル         | Ref.   |
| ---- | ------------ | ------------------------------------------------------------ | ---------------- | ------ |
| 多数 | 2025年3月7日 | デジタルダウンロード ストリーミング CD LP コンパクトカセット | インタースコープ | [ 81 ] |